# Els Escandells
Els Escandells (oficialment Los Escandeles) és un nucli de població catalanoparlant del Carxe, de la pedania de la Canyada del Trigo.